# NGC 884
NGC 884 é um aglomerado aberto na direção da constelação de Perseus. O objeto foi descoberto por Hiparco em 130 a.C.. Devido a sua moderada magnitude aparente (+6,1), é fracamente visível a olho nu, mesmo em regiões distantes de cidades. 